# Groenburgwal
Le Groenburgwal (« palissade verte » en néerlandais) est un canal secondaire de la ville d'Amsterdam. Il est situé à l'est de l'arrondissement de Centrum (dans le Lastage) et relie le Raamgracht à l'Amstel. Son tracé est parallèle à ceux du Kloveniersburgwal et du Zwanenburgwal, à l'ombre de la tour de la Zuiderkerk. Jusqu'à la fin du XVIe siècle, le quartier situé entre le Kloveniersbrugwal et le Zwanenburgwal était connu comme « l'espace situé hors des limites de la ville vers l'Amstel ». Il fut consolidé dans la ville en 1593.